# Football Club Pro Vercelli 1892 2014-2015
Questa voce raccoglie le informazioni riguardanti il Football Club Pro Vercelli 1892 nelle competizioni ufficiali della stagione 2014-2015.

## Stagione
Nella stagione 2014-2015 la Pro Vercelli ha disputato il decimo campionato di Serie B della sua storia. La neopromossa Pro Vercelli, sempre allenata da Cristiano Scazzola raccoglie 49 punti che valgono il quindicesimo posto finale. Parte bene e disputa un sontuoso girone di andata, chiuso con 30 punti alle spalle delle protagoniste. Ma non si ripete nel girone di ritorno, con soli 19 punti raccolti arriva a 49 punti, 2 soli sopra la zona Play-out. Dopo aver realizzato 13 reti nella scorsa stagione, quella del ritorno in Serie B, Ettore Marchi firma 17 reti in questo campionato cadetto, senza patire il cambio di categoria. Nella Coppa Italia la Pro Vercelli subito fuori nel secondo turno, eliminata dal Brescia (2-1) con la rete decisiva subita su calcio di rigore in pieno recupero.

## Divise e sponsor
Il fornitore ufficiale di materiale tecnico per la stagione 2014-2015 è stato Erreà, mentre lo sponsor principale è stato Senior Service e il co-sponsor Riso Di Pasta.
| Casa | Trasferta | Terza divisa |

## Organigramma societario
Area direttiva
- Presidente: Massimo Secondo
- Amministratore delegato: Fabrizio Rizzi
- Consigliere con delega al Settore Giovanile: Jose Saggia
- Direttore generale: Stefano Bordone
- Segretario generale: Antonio Avarello
- Responsabile relazioni internazionali: Michele Secondo
- Addetto stampa: Filippo Simonetti
- Responsabile settore giovanile: Alberto Gusella

Area tecnica
- Direttore sportivo: Massimo Varini
- Allenatore: Cristiano Scazzola
- Allenatore in seconda: Alessandro Turone
- Preparatore dei portieri: Antonello De Giorgi
- Preparatore atletico: Stefano Bortolan
- Team Manager: Antonio Cagliano

Area sanitaria
- Medico sociale: Matteo Scala
- Massofisioterapisti: Stefano Francese e Fabrizio Pessetti
- Recupero infortuni: Giorgio Bertolone

## Rosa
| N. |                    | Ruolo | Calciatore           |
| -- | ------------------ | ----- | -------------------- |
| 22 | Italia (bandiera)  | P     | Danilo Russo         |
| 1  | Italia (bandiera)  | P     | Sergio Viotti        |
| 4  | Italia (bandiera)  | D     | Mattia Bani          |
| 26 | Senegal (bandiera) | D     | Mohamed Coly         |
| 5  | Italia (bandiera)  | D     | Francesco Cosenza    |
| 2  | Italia (bandiera)  | D     | Matteo D'Alessandro  |
| 29 | Italia (bandiera)  | D     | Michele Ferri        |
| 6  | Italia (bandiera)  | D     | Luca Milesi          |
| 15 | Italia (bandiera)  | D     | Stefano Negro        |
| 25 | Italia (bandiera)  | D     | Massimiliano Scaglia |
| 17 | Italia (bandiera)  | C     | Francesco Ardizzone  |
| 18 | Italia (bandiera)  | C     | Niccolò Belloni      |
| 27 | Italia (bandiera)  | C     | Cristian Bunino      |
| 21 | Italia (bandiera)  | C     | Luca Castiglia       |
| 30 | Italia (bandiera)  | C     | Nunzio Di Roberto    |
| 14 | Italia (bandiera)  | C     | Simone Emmanuello    |

| N. |                       | Ruolo | Calciatore          |
| -- | --------------------- | ----- | ------------------- |
| 10 | Italia (bandiera)     | C     | Gianni Fabiano      |
| 3  | Italia (bandiera)     | C     | Umberto Germano     |
| 11 | Italia (bandiera)     | C     | Matteo Liviero      |
| 10 | Italia (bandiera)     | C     | Gianluca Musacci    |
| 19 | Brasile (bandiera)    | C     | Ronaldo             |
| 8  | Italia (bandiera)     | C     | Manuel Scavone      |
| 32 | Italia (bandiera)     | A     | Giacomo Beretta     |
| 16 | Italia (bandiera)     | A     | Davide Luppi        |
| 9  | Italia (bandiera)     | A     | Ettore Marchi       |
| 23 | Italia (bandiera)     | A     | Daniele Ragatzu     |
| 16 | Italia (bandiera)     | A     | Mattia Sprocati     |
| 1  | Italia (bandiera)     | P     | Francesco Anacoura  |
| 13 | Portogallo (bandiera) | C     | Aladje              |
| 2  | Italia (bandiera)     | C     | Andrea Marconi      |
| 20 | Camerun (bandiera)    | C     | Kelvin Ewome Matute |
| 7  | Italia (bandiera)     | C     | Giuseppe Statella   |

## Risultati

### Serie B

#### Girone di andata
| Arbitro: | Pezzuto (Lecce) |

|                 |           |  |
| L. Castaldo 89’ | Marcatori |  |

| Arbitro: | Nasca (Bari) |

|                                    |           |                                |
| Marchi 60’ Belloni 72’ Ronaldo 82’ | Marcatori | 33’ Martinho 78’ (rig.) Rosina |

| Arbitro: | Saia (Palermo) |

|              |           |  |
| Granoche 90’ | Marcatori |  |

| Arbitro: | Abbattista (Molfetta) |

|                                                          |           |  |
| Marchi 21’ (rig.), 50’ Di Roberto 45’ (rig.) Germano 86’ | Marcatori |  |

| Arbitro: | Gavillucci (Latina) |

|               |           |                                  |
| Busellato 45’ | Marcatori | 26’ (aut.) Signorini 90’ Beretta |

| Arbitro: | Aureliano (Bologna) |

|             |           |                |
| Ronaldo 68’ | Marcatori | 32’ D. Ciofani |

| Arbitro: | Pasqua (Tivoli) |

|              |           |  |
| Di Gaudio 8’ | Marcatori |  |

| Arbitro: | Di Paolo (Avezzano) |

|                   |           |  |
| Marchi 72’ (rig.) | Marcatori |  |

| Arbitro: | Mariani (Aprilia) |

|                                |           |            |
| And. Caracciolo 68’ Benali 79’ | Marcatori | 70’ Marchi |

| Vercelli 25 ottobre 2014, ore 15:00 CEST 10ª giornata | Pro Vercelli        | 0 – 0 referto | Perugia | Stadio Silvio Piola (3 210 spett.)\| Arbitro: \| Merchiori (Ferrara) \| |
| Arbitro:                                              | Merchiori (Ferrara) |               |         |                                                                         |

| Arbitro: | Sacchi (Macerata) |

|                      |           |  |
| Vastola 3’ Gatto 45’ | Marcatori |  |

| Arbitro: | Abisso (Palermo) |

|                             |           |  |
| Marchi 20’ (rig.), 31’, 85’ | Marcatori |  |

| Arbitro: | Roca (Foggia) |

|                  |           |            |
| Moretti 34’, 81’ | Marcatori | 30’ Marchi |

| Arbitro: | Ripa (Nocera Inferiore) |

|                                             |           |                    |
| Vantaggiato 72’ Siligardi 79’ Jefferson 87’ | Marcatori | 8’ (aut.) Mosquera |

| Arbitro: | Ros (Pordenone) |

|                         |           |  |
| Scavone 12’ Fabiano 65’ | Marcatori |  |

| Arbitro: | La Penna (Roma) |

|              |           |             |
| Paolucci 69’ | Marcatori | 54’ Beretta |

| Arbitro: | Pasqua (Tivoli) |

|  |           |                                              |
|  | Marcatori | 32’ Bjarnason 74’ Politano 84’, 90’ Da Silva |

| Arbitro: | Abisso (Palermo) |

|  |           |             |
|  | Marcatori | 86’ Belloni |

| Arbitro: | Ghersini (Genova) |

|                               |           |              |
| Cosenza 49’ Marchi 85’ (rig.) | Marcatori | 42’ Ceravolo |

| Arbitro: | Candussio (Cervignano del Friuli) |

|                                                |           |  |
| R. Improta 2’ A. Marconi 25’ (aut.) Laribi 47’ | Marcatori |  |

| Arbitro: | Chiffi (Padova) |

|            |           |  |
| Marchi 20’ | Marcatori |  |

#### Girone di ritorno
| Arbitro: | Fabbri (Ravenna) |

|                |           |            |
| Di Roberto 85’ | Marcatori | 61’ Regoli |

| Arbitro: | Mariani (Aprilia) |

|                                              |           |  |
| Calaiò 6’, 16’ (rig.) Rosina 33’ Maniero 58’ | Marcatori |  |

| Arbitro: | Pezzuto (Lecce) |

|            |           |                     |
| Marchi 17’ | Marcatori | 42’ (rig.) Granoche |

| Arbitro: | Di Paolo (Avezzano) |

|              |           |            |
| Borghese 90’ | Marcatori | 60’ Marchi |

| Arbitro: | Abbattista (Molfetta) |

|  |           |            |
|  | Marcatori | 66’ Stanco |

| Arbitro: | Abisso (Palermo) |

|                                            |           |                         |
| D. Russo 11’ (aut.) Gucher 40’ Soddimo 60’ | Marcatori | 48’ Luppi 81’ Castiglia |

| Vercelli 28 febbraio 2015, ore 15:00 CET 28ª giornata | Pro Vercelli       | 0 – 0 referto | Carpi | Stadio Silvio Piola (2 879 spett.)\| Arbitro: \| Baracani (Firenze) \| |
| Arbitro:                                              | Baracani (Firenze) |               |       |                                                                        |

| Arbitro: | Minelli (Varese) |

|                                                                            |           |                        |
| Datković 40’ Šitum 41’ Brezovec 53’ de las Cuevas 55’ Catellani 78’ (rig.) | Marcatori | 14’, 38’ (rig.) Marchi |

| Vercelli 7 marzo 2015, ore 15:00 CET 30ª giornata | Pro Vercelli      | 0 – 0 referto | Brescia | Stadio Silvio Piola (2 850 spett.)\| Arbitro: \| Sacchi (Macerata) \| |
| Arbitro:                                          | Sacchi (Macerata) |               |         |                                                                       |

| Arbitro: | Ghersini (Genova) |

|                                                  |           |                       |
| Bani 19’ (aut.) Fossati 55’ (rig.) Ardemagni 67’ | Marcatori | 78’ Coly 89’ Sprocati |

| Arbitro: | Ros (Pordenone) |

|                           |           |             |
| Di Roberto 33’ Marchi 35’ | Marcatori | 40’ Paghera |

| Arbitro: | Gavillucci (Latina) |

|             |           |  |
| Bellomo 54’ | Marcatori |  |

| Arbitro: | Mariani (Aprilia) |

|            |           |                  |
| Marchi 59’ | Marcatori | 72’ (rig.) Cocco |

| Arbitro: | Merchiori (Ferrara) |

|                            |           |                                             |
| Sprocati 5’, 40’ Luppi 81’ | Marcatori | 11’ Maicon 25’ Siligardi 86’ (rig.) Émerson |

| Chiavari 20 aprile 2015, ore 20:30 CEST 36ª giornata | Virtus Entella  | 0 – 0 referto | Pro Vercelli | Stadio Comunale (2 695 spett.)\| Arbitro: \| Chiffi (Padova) \| |
| Arbitro:                                             | Chiffi (Padova) |               |              |                                                                 |

| Arbitro: | Roca (Foggia) |

|          |           |            |
| Coly 79’ | Marcatori | 35’ Brosco |

| Arbitro: | Sacchi (Macerata) |

|             |           |  |
| Caprari 12’ | Marcatori |  |

| Arbitro: | Abbattista (Molfetta) |

|                                              |           |                       |
| Cosenza 6’ Dos Santos 26’ (aut.) Ronaldo 54’ | Marcatori | 37’ Maiello 43’ Ciano |

| Arbitro: | Saia (Palermo) |

|  |           |             |
|  | Marcatori | 31’ Scavone |

| Arbitro: | Mariani (Aprilia) |

|           |           |            |
| Luppi 87’ | Marcatori | 57’ Büchel |

| Arbitro: | Roca (Foggia) |

|                        |           |             |
| Curiale 4’ Caldara 48’ | Marcatori | 70’ Beretta |

### Coppa Italia

#### Secondo turno
| Arbitro: | Chiffi (Padova) |

|                                         |           |                |
| Corvia 24’ And. Caracciolo 90+4’ (rig.) | Marcatori | 26’ Emmanuello |

## Statistiche

### Statistiche di squadra
| Competizione | Punti | In casa | In casa | In casa | In casa | In casa | In casa | In trasferta | In trasferta | In trasferta | In trasferta | In trasferta | In trasferta | Totale | Totale | Totale | Totale | Totale | Totale | DR  |
| Competizione | Punti | G       | V       | N       | P       | Gf      | Gs      | G            | V            | N            | P            | Gf           | Gs           | G      | V      | N      | P      | Gf     | Gs     | DR  |
| ------------ | ----- | ------- | ------- | ------- | ------- | ------- | ------- | ------------ | ------------ | ------------ | ------------ | ------------ | ------------ | ------ | ------ | ------ | ------ | ------ | ------ | --- |
| Lega Pro     | 49    | 21      | 9       | 10      | 2       | 30      | 20      | 21           | 3            | 3            | 15           | 16           | 37           | 42     | 12     | 13     | 17     | 46     | 57     | -11 |
| Coppa Italia |       | -       | -       | -       | -       | -       | -       | 1            | 0            | 0            | 1            | 1            | 2            | 1      | 0      | 0      | 1      | 1      | 2      | -1  |
| Totale       |       | 21      | 9       | 10      | 2       | 30      | 20      | 22           | 3            | 3            | 16           | 17           | 40           | 43     | 12     | 13     | 18     | 47     | 59     | -12 |

### Statistiche dei giocatori
| Giocatore       | Serie B  | Serie B | Serie B     | Serie B    | Coppa Italia | Coppa Italia | Coppa Italia | Coppa Italia | Totale   | Totale | Totale      | Totale     |
| Giocatore       | Presenze | Reti    | Ammonizioni | Espulsioni | Presenze     | Reti         | Ammonizioni  | Espulsioni   | Presenze | Reti   | Ammonizioni | Espulsioni |
| --------------- | -------- | ------- | ----------- | ---------- | ------------ | ------------ | ------------ | ------------ | -------- | ------ | ----------- | ---------- |
| Aladje          | 1        | 0       | 1           | 0          | -            | -            | -            | -            | 1        | 0      | 1           | 0          |
| F. Ardizzone    | 24       | 0       | 5           | 1          | 1            | 0            | 0            | 0            | 25       | 0      | 5           | 1          |
| M. Bani         | 20       | 0       | 10          | 0          | -            | -            | -            | -            | 20       | 0      | 10          | 0          |
| N. Belloni      | 34       | 2       | 4           | 0          | 1            | 0            | 0            | 0            | 35       | 2      | 4           | 0          |
| G. Beretta      | 24       | 3       | 3           | 0          | -            | -            | -            | -            | 24       | 3      | 3           | 0          |
| C. Bunino       | 4        | 0       | 1           | 0          | 1            | 0            | 0            | 0            | 5        | 0      | 1           | 0          |
| L. Castiglia    | 32       | 1       | 10          | 0          | -            | -            | -            | -            | 32       | 1      | 10          | 0          |
| M.A. Coly       | 33       | 2       | 12          | 2          | 1            | 0            | 0            | 0            | 34       | 2      | 12          | 2          |
| F. Cosenza      | 30       | 2       | 9           | 2          | 1            | 0            | 0            | 0            | 31       | 2      | 9           | 2          |
| M. D'Alessandro | 1        | 0       | 1           | 0          | -            | -            | -            | -            | 1        | 0      | 1           | 0          |
| N. Di Roberto   | 37       | 3       | 2           | 0          | -            | -            | -            | -            | 37       | 3      | 2           | 0          |
| S. Emmanuello   | 22       | 0       | 2           | 0          | 1            | 1            | 0            | 0            | 23       | 1      | 2           | 0          |
| G. Fabiano      | 26       | 1       | 6           | 1          | -            | -            | -            | -            | 26       | 1      | 6           | 1          |
| M. Ferri        | 15       | 0       | 3           | 0          | -            | -            | -            | -            | 15       | 0      | 3           | 0          |
| U. Germano      | 32       | 1       | 1           | 0          | 1            | 0            | 0            | 0            | 33       | 1      | 1           | 0          |
| G. Gomez        | -        | -       | 1           | -          | 1            | 0            | 0            | 0            | 1        | 0      | 1           | 0          |
| M. Liviero      | 13       | 0       | 0           | 0          | -            | -            | -            | -            | 13       | 0      | 0           | 0          |
| D. Luppi        | 15       | 3       | 1           | 0          | -            | -            | -            | -            | 15       | 3      | 1           | 0          |
| E. Marchi       | 31       | 17      | 4           | 1          | 1            | 0            | 0            | 0            | 32       | 17     | 4           | 1          |
| A. Marconi      | 3        | 0       | 2           | 0          | -            | -            | -            | -            | 3        | 0      | 2           | 0          |
| K.E. Matute     | 10       | 0       | 1           | 0          | -            | -            | -            | -            | 10       | 0      | 1           | 0          |
| L. Milesi       | 8        | 0       | 2           | 0          | 1            | 0            | 0            | 0            | 9        | 0      | 2           | 0          |
| G. Musacci      | 11       | 0       | 1           | 0          | -            | -            | -            | -            | 11       | 0      | 1           | 0          |
| D. Ragatzu      | 7        | 0       | 1           | 0          | 1            | 0            | 0            | 0            | 8        | 0      | 1           | 0          |
| Ronaldo         | 16       | 3       | 5           | 0          | -            | -            | -            | -            | 16       | 3      | 5           | 0          |
| D. Russo        | 42       | -57     | 3           | 0          | 1            | -2           | 0            | 0            | 43       | -59    | 3           | 0          |
| M. Scaglia      | 35       | 0       | 7           | 2          | 1            | 0            | 0            | 0            | 36       | 0      | 7           | 2          |
| M. Scavone      | 35       | 2       | 7           | 0          | 1            | 0            | 0            | 0            | 36       | 2      | 7           | 0          |
| M. Sprocati     | 14       | 3       | 0           | 0          | -            | -            | -            | -            | 14       | 3      | 0           | 0          |
| G. Statella     | 9        | 0       | 1           | 0          | -            | -            | -            | -            | 9        | 0      | 1           | 0          |